# Corydalis buschii
Corydalis buschii är en vallmoväxtart som beskrevs av Takenoshin Nakai. Corydalis buschii ingår i släktet nunneörter, och familjen vallmoväxter. Inga underarter finns listade i Catalogue of Life.

## Bildgalleri

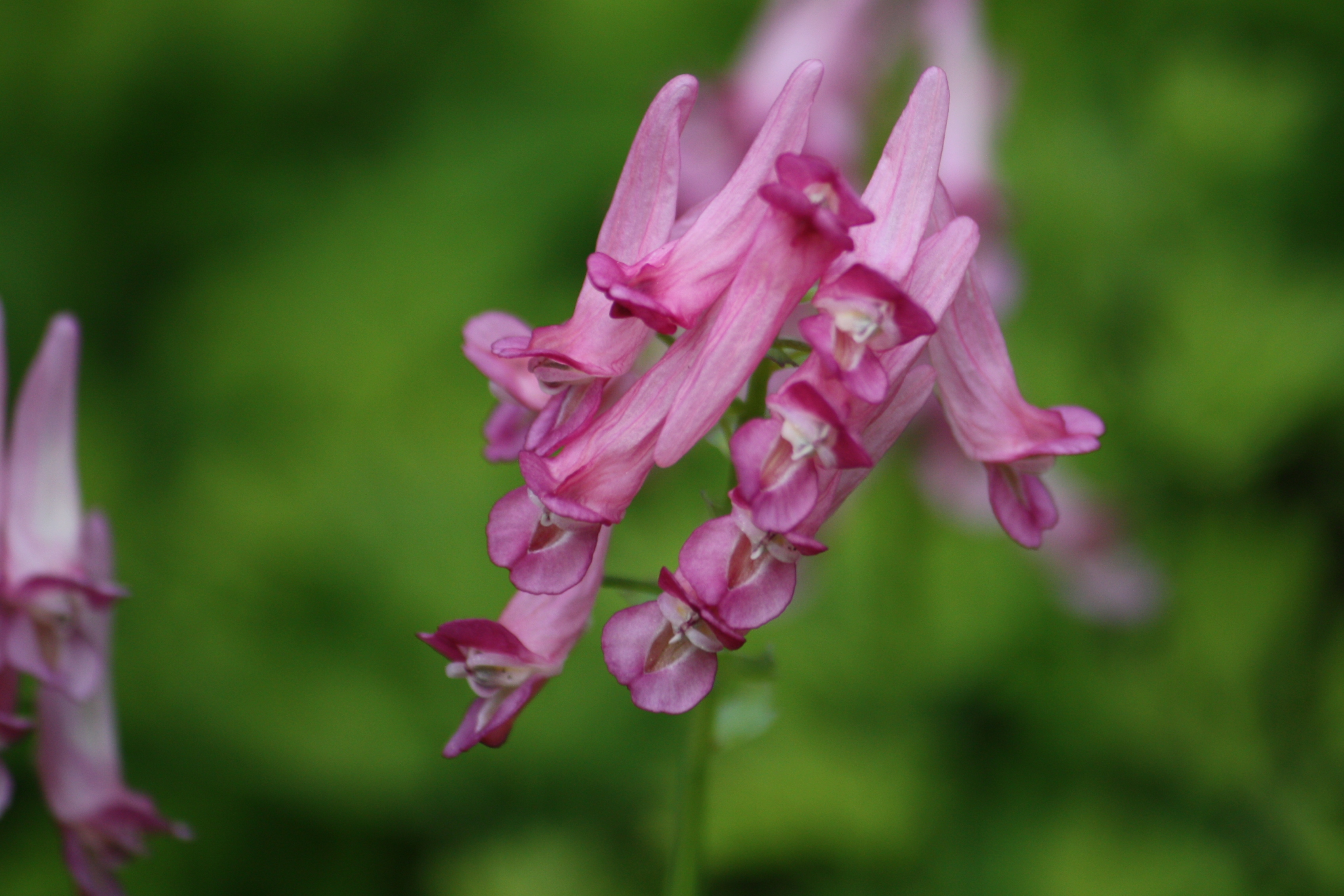
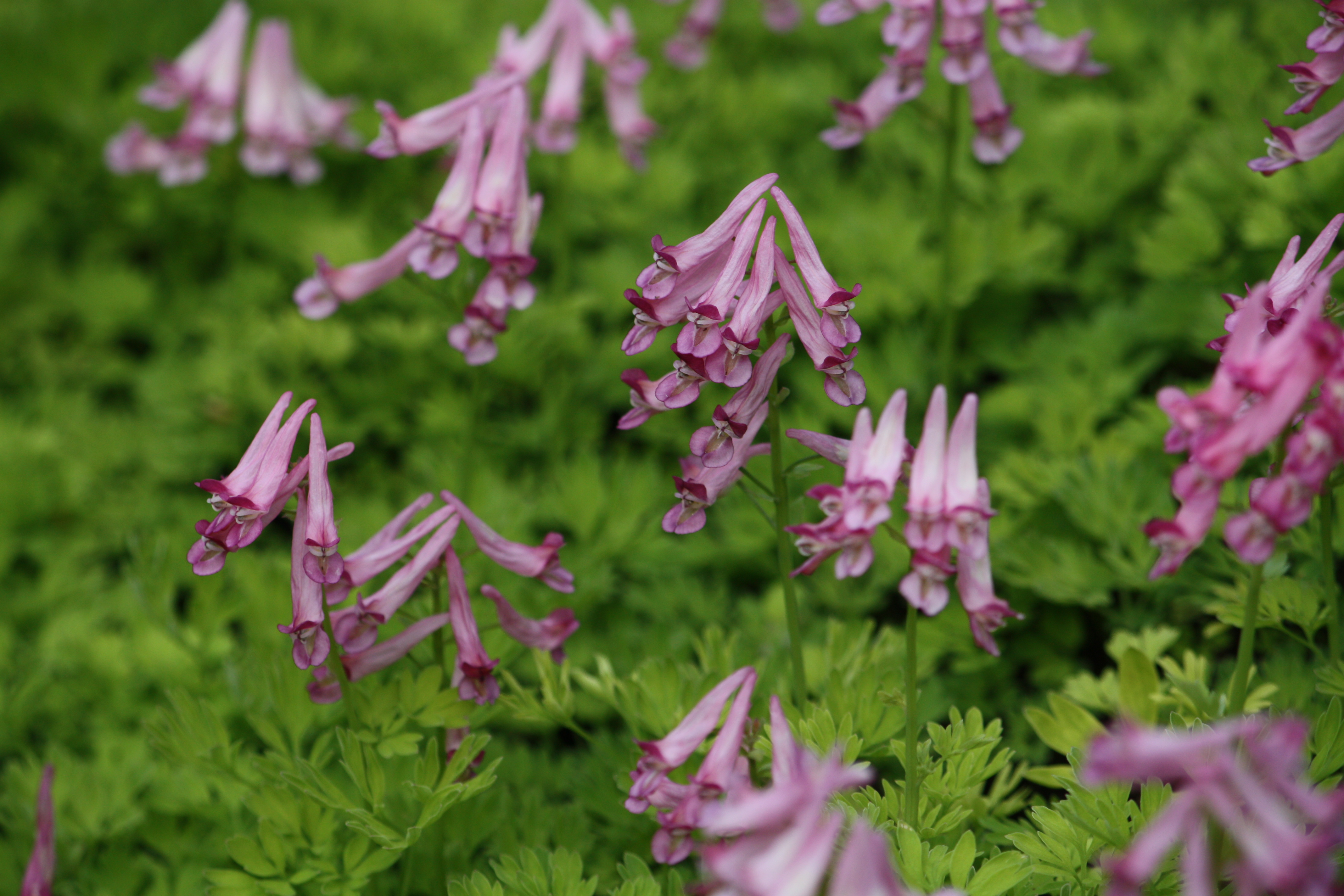